# 阿纳尼
阿纳尼（義大利語：Anagni），是意大利拉齐奥大区弗罗西诺内省的一个市镇。总面积113.79平方公里，人口21568人，人口密度189.5人/平方公里（2009年）。ISTAT代码为060006。

## 阿納尼之怒
1303年9月，法王Philippe IV 逮捕教宗Boniface VIII，圈禁於阿納尼。

## 友好城市
- 法國 索尔格河畔利勒